# Amelia Moszczyńska
Amelia Moszczyńska (ur. 1843 w Żytowie, zm. po 1921) – uczestniczka powstania styczniowego.

## Życiorys
W czasie powstania styczniowego w Czarnocinku wraz z Kocięcką i Anielą Radzicką zorganizowała koło pomocy powstańcom działającym w Mławskiem. Brała udział w bitwach pod Wolą Żurawską i Rydzewem, pomagając rannym. Została aresztowana w Ciechanowie, a następnie osadzona w twierdzy w Modlinie. Po miesiącu została zwolniona. Ponownie aresztowano ją pod Gradzanowem. Sąd polowy skazał ją na 6 lat katorgi. Została zesłana do Irkucka. Po 4 latach zwolniono ją i pozwolono osiedlić się Czycie (Zabajkale). Mieszkała tam 40 lat.
W 1921 była trzecią w kolejności najstarszą weteranką powstania styczniowego w Polsce.